# 20467 Hibbitts
20467 Hibbitts è un asteroide della fascia principale. Scoperto nel 1999, presenta un'orbita caratterizzata da un semiasse maggiore pari a 2,3862815 UA e da un'eccentricità di 0,1803701, inclinata di 6,83850° rispetto all'eclittica.